# Cervecería Alemana

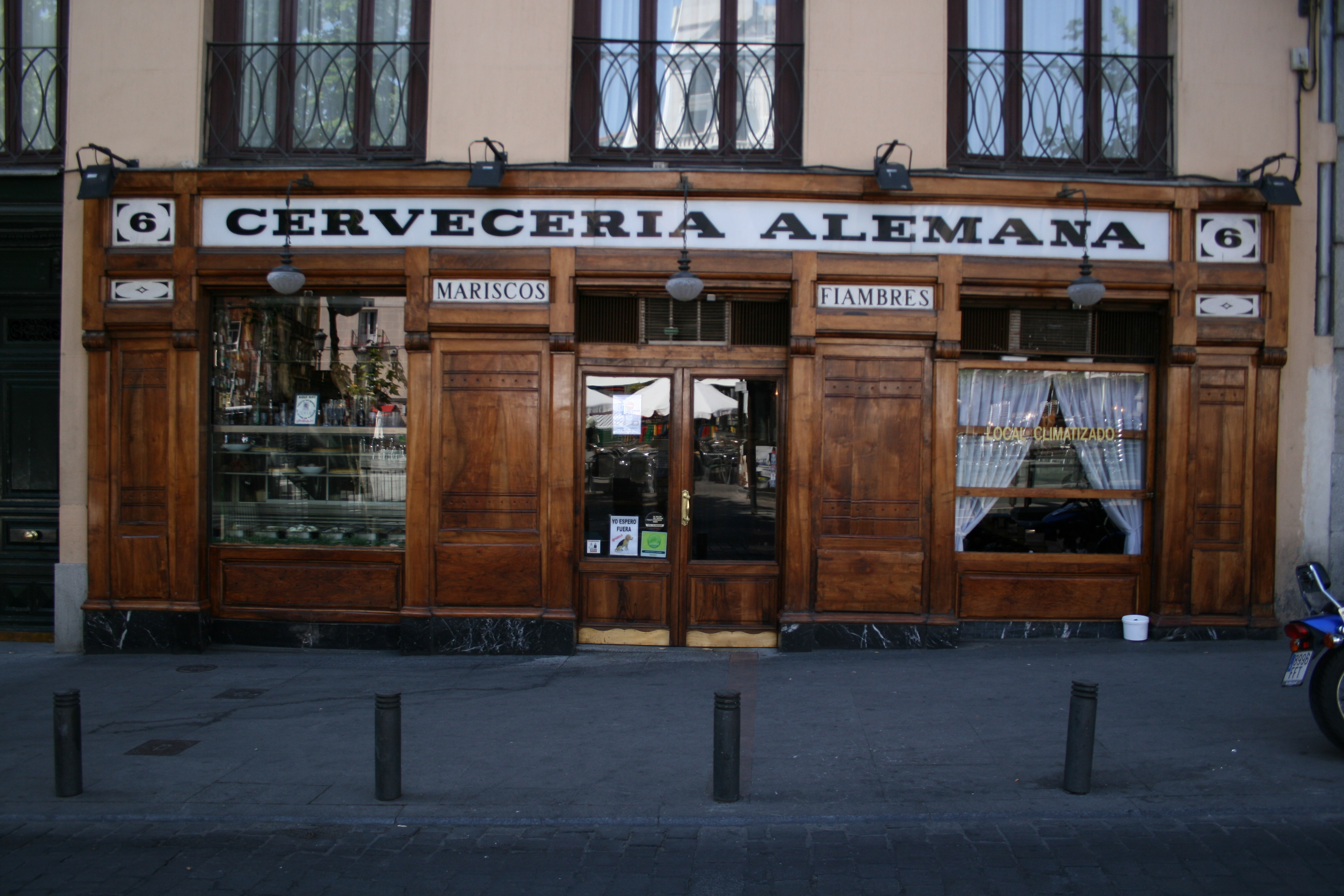
Fachada tradicional de madera.

La Cervecería Alemana es una taberna de Madrid, situada en la plaza de Santa Ana y fundada en 1904, que albergó tertulias madrileñas desde el inicio del siglo xx. En 1980 el local fue reconocido como Establecimiento Tradicional Madrileño en la categoría de los negocios centenarios por la Cámara de Comercio de Madrid.

## Historia
Montada por un grupo de comerciantes y hombres de negocios alemanes instalados en la capital de España, se dan como fechas de inauguración el 4 y el 20 de marzo de 1904. La cervecería original ocupó el antiguo número 7 de la entonces Plaza del Príncipe Alfonso, reproduciendo en su interior el ambiente de un local tradicional de Baviera. De la decoración original se han perdido un gran espejo bávaro y la chimenea prusiana. Un periódico de la época anunciaba que además de cerveza podían degustarse «bocadillos de pasta de salmón, langostinos, anchoas y sardinas», menú que en invierno se modificaba en «bocadillos de faisán, corzo, liebre, foie-gras, anchoas, jamón, salchichas de Frankfurt y ‘choukrout’».
En junio de 1924 el local fue traspasado a un joven empresario asturiano, Ramón González Peláez, cabeza de la saga que ha regentado la cervecería durante un casi un siglo. De 1929 es el primer logotipo de La Alemana en el Registro de la Propiedad Intelectual. Del anecdotario rocambolesco, se recuerda el episodio protagonizado por un caballo que en noviembre de 1955 se coló dentro de la cervecería, procedente de una cuadra de Getafe. Al parecer, el ‘Polvorilla’, sintió la irresistible querencia de estar con su amo, Juan el Pavo, tratante de caballerías y cliente de la Alemana. También podría resultar anecdótica la afición que los hippis y beatniks que visitaban o vagabundeaban por Madrid desplegaron en torno a la década de 1970, reuniéndose o refugiándose en el local.

## Tertulias
La Alemana sería frecuentada por funcionarios de la embajada americana, toreros como Luis Miguel Dominguín, actrices como Ava Gardner o literatos como Ernest Hemingway, aunque su principal clientela a lo largo de su existencia ha sido el muy diverso personal asociado a la vida del Teatro Español y los ateneístas de la vecina calle del Prado. De esos diversos círculos surgirían variopintas tertulias a partir de 1923, con animadores como Ramón del Valle Inclán, Enrique Jardiel Poncela o María Guerrero. La pasión taurina del patriarca Ramón González reunió en esta taberna una tertulia de diestros como Cagancho, Rafael El Gallo, Diego Puerta, Palomo Linares y varios de los componentes de las sagas de los Bienvenida y los ‘Dominguines’. Mediado el siglo xx tuvo en sus mesas rincón poético Gloria Fuertes, y ya a finales de ese siglo se hizo frecuente cierta clientela relacionada con el cine (Álex de la Iglesia, Silvia Marsó, Fernando León, Candela Peña), y Pilar Miró la usó como decorado en una de sus películas, siendo asimismo escenario de varias series y anuncios.